# Gomophia
Gomophia is een geslacht van zeesterren uit de familie Ophidiasteridae.				

## Soorten
- Gomophia egeriae A. M. Clark, 1967
- Gomophia egyptiaca Gray, 1840
- Gomophia sphenisci (A.M. Clark, 1967)
- Gomophia watsoni (Livingstone, 1936)